# STS-36
STS-36 byla mise raketoplánu Atlantis. Celkem se jednalo o 34. misi raketoplánu do vesmíru a 6. pro Atlantis. Cílem letu byla doprava materiálu pro americké ministerstvo obrany.

## Posádka
- John O. Creighton (2) velitel
- John H. Casper (1) pilot
- Pierre J. Thuot (1) letový specialista
- David Carl Hilmers (3) letový specialista
- Richard M. Mullane (3) letový specialista

V závorkách je uvedený dosavadní počet letů do vesmíru včetně této mise.